# Grb Obale Bjelokosti
Grb Obale Bjelokosti je usvojen 2001. U sredini grba nalazi se štit s glavom slona, koji je važan zbog bjelokosti, po kojoj je država i dobila ime. Iznad štita nalazi se izlazeće sunce koje simbolizira novi početak, a sa strane su stabla palme. Ispod štita nalazi se traka s natpisom "Republique De Côte D'Ivoire". 

## Vanjske poveznice
- http://www.cotedivoire-pr.ci/?action=show_page&id_page=1533&lang=fr%5Bneaktivna+poveznica%5D